# Alexandrina de Mecklenburg-Schwerin

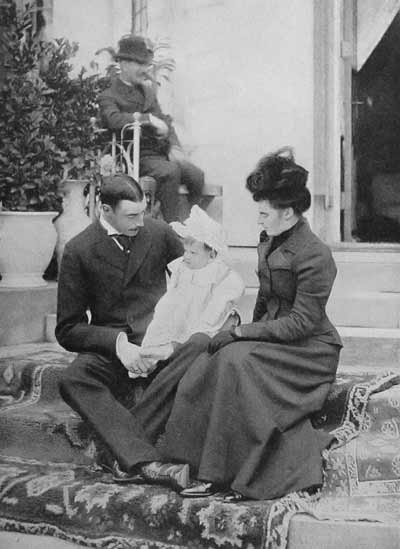
La reina Alexandrina de Dinamarca amb el seu marit Cristià X i el seu fill Frederic IX.

Alexandrina de Mecklenburg-Schwerin, reina de Dinamarca (Schwerin, 1879 - Copenhaguen, 1952) fou reina consort de Dinamarca des de 1912 i fins a 1947 i reina mare des de 1947 i fins al 1952.
Nascuda a la ciutat de Schwerin capital del Gran Ducat de Mecklenburg-Schwerin era la filla gran del gran duc Frederic Francesc III de Mecklenburg-Schwerin i de la gran duquessa Anastàsia de Rússia. Era neta per part de pare del gran duc Frederic Francesc II de Mecklenburg-Schwerin i de la princesa Maria de Schwarzburg-Rudolstadt, mentre que per part de mare ho era del gran duc Miquel de Rússia i de la princesa Cecília de Baden. Era besneta del tsar Nicolau I de Rússia.
El 26 d'abril de 1898 es casà a Canes amb el príncep que al final seria rei Cristià X de Dinamarca. Cristià era fill del rei Frederic VIII de Dinamarca i de la princesa Lluïsa de Suècia. A la vegada era net, per via paterna, del rei Cristià IX de Dinamarca i de la princesa Lluïsa de Hessen-Kassel, per via materna era net del rei Òscar I de Suècia i de la princesa Josefina de Leuchtenberg. La parella tingué dos fills:
- SM el rei Frederic IX de Dinamarca nascut el 1899 a Copenhaguen i mort el 1972. Es casà amb la princesa Íngrid de Suècia.

- SAR el príncep Knud de Dinamarca nat el 1900 a Copenhaguen i mort el 1976 a la mateixa ciutat. Es casà amb la seva cosina, la princesa Carolina Matilde de Dinamarca.

L'any 1912 el seu espòs es convertí en rei de Dinamarca després de la mort del rei Frederic VIII de Dinamarca. El nou monarca adoptà el nom de Cristià X de Dinamarca. Des d'aquest moment i fins a l'any 1947, trenta-cinc anys després, Alexandrina posseïrà el títol de reina del país escandinau.
L'any 1947 la reina quedà viuda. A partir d'aquest moment i fins a l'any 1952 ocuparà el càrrec de reina mare. La seva mort arribà el 28 de desembre de 1952 essent enterrada a la Catedral de Roskilde emplaçament on són enterrats els reis danesos des d'antic.